# شودن
شودن (به آلمانی: Schoden) یک شهر در آلمان است که در تریر-زاربورگ واقع شده‌است. شودن ۷۳۶ نفر جمعیت دارد.